# Choir Of Young Believers
Choir Of Young Believers war das Bandprojekt des Sängers, Songschreibers und Gitarristen Jannis Noya Makrigiannis (geb. 1983 in Farum, Dänemark, gest. Dezember 2022). In Deutschland ist die Band hauptsächlich durch den Song Hollow Talk bekannt, der die Titelmusik der Serie Die Brücke – Transit in den Tod ist.

## Geschichte
Nach der Trennung seiner bisherigen Band Lake Placid im Jahr 2006, zog sich Makrigiannis auf die griechische Insel Samos zurück und begann mit dem Schreiben seines eigenen Song-Materials. Nach seiner Rückkehr nach Kopenhagen sammelte Makrigiannis Musiker und Freunde um sich und formierte die Band, die er Choir Of Young Believers nannte. Die Gruppe veröffentlichte 2007 die EP Burn the Flag mit der Single Sharpen Your Knife, die sehr häufig im dänischen Radio gespielt wurde.
Immer noch unter dem Einfluss der Rückbesinnung auf Makrigiannis Wurzeln auf Samos, entstand das erste Album der Band, This Is for the White in Your Eyes. Es wurde im September 2008, wie die Debüt-EP, auf dem skandinavischen Label Tigerspring veröffentlicht. Das Album wurde sieben Mal für den Danish Music Awards nominiert und gewann in der Kategorie „Best New Act“.
Das zweite Album Rhine Gold erschien im Jahr 2012 und wurde von der Kritik mit gemischten Gefühlen aufgenommen. Es sei wie „Pathos für die kalten Tage“, so schreibt das Magazin Spex über das Album.
Das dritte Album der Band Grasque erschien, nach einem Burn-out Makrigiannis, 2016. Im April des gleichen Jahres spielte die Band einige Club-Konzerte in Deutschland. Im Jahr 2022 erschien mit Holy Smoke ein weiteres Album.

## Diskografie
Alben
- 2008: This Is for the White in Your Eyes
- 2012: Rhine Gold
- 2016: Grasque
- 2022: Holy Smoke

Singles und EPs
- 2007: Burn the Flag (EP)
- 2007: Sharpen Your Knife
- 2007: Choir vs. Evil (EP)
- 2009: Action/Reaction
- 2009: Next Summer
- 2014: Hollow Talk
- 2015: Face Melting
- 2015: Jeg ser dig
- 2015: Serious Lover

## Künstlerauszeichnungen
- 2009: Gewinner des Danish Music Awards in der Kategorie „Best New Act“
- 2009: Gewinner des GAFFA Awards (das größte dänische Musik-Magazin) in der Kategorie „Best New Act“
- 2013: Gewinner des Carl Prisen (Music Publisher Awards) in der Kategorie „Best Song“